# Ortega (Jacksonville)
Pour les articles homonymes, voir Ortega.
Ortega est un quartier de Jacksonville, en Floride.